# Siri Nase
Siri Nase (* 1986 in Engelskirchen) ist eine deutsche Schauspielerin und Synchronsprecherin.

## Leben und Werk
Nach ihrem Abitur ließ sich Siri Nase an der Schule des Theaters der Keller in Köln von 2007 bis 2011 zur Schauspielerin ausbilden. 2012 besuchte sie die Royal Academy of Dramatic Art in London. Gastspiele führten sie zu den Salzburger Festspielen, dem Schauspiel Köln, der Volksbühne Berlin und an das Hamburger Schauspielhaus. Ab 2011 wirkte sie in verschiedenen Produktionen des Performance-Kollektivs Signa mit.
In der ARD-Vorabendserie Verbotene Liebe mimte sie ebenfalls 2012 die Rolle der Juliette Moser.
2016 wurde das Stück "Wir Hunde/Us Dogs", in Koproduktion mit den Wiener Festwochen und dem Volkstheater Wien, in der Kategorie "Spezial Preis" mit dem Nestroypreis ausgezeichnet.
Im Fernsehen sah man Siri Nase zum ersten Mal in der ZDF-Vorabendserie SOKO Köln, wo sie 2008 und 2013 zwei Gastrollen hatte. In der 11. Staffel dieser Serie war sie in 15 Folgen als Kriminalkommissarin Hanna Bergmann fester Teil des Ermittlerteams und vertrat dort ihre Kollegin Sophia Mückeberg, deren Darstellerin Anne Schäfer sich im Mutterschaftsurlaub befand.
Sie war unter anderem in Danni Lowinski, Heldt, den Rosenheim-Cops und Wilsberg zu sehen.
Für ihre Mitwirkung in dem 2011 gedrehten Kurzfilm Funny Games erhielt sie 2013 den Backup Clip Award.
2018 stand Nase unter der Regie des Medien-Duos Eric Hordes und Christian Karsch neben Stefan Mocker und Neil Malik Abdullah für die vom SWR für das Medienangebot funk produzierten Dramedy-Serie Patchwork Gangsta vor der Kamera.
Außerdem ist Siri Nase Stationvoice bei YOU FM.

## Filmografie (Auswahl)
- 2008: SOKO Köln – Laufsteg in den Tod
- 2011: LichtBlau – Neues Leben Mexiko
- 2012: Roche & Böhmermann
- 2012: Verbotene Liebe
- 2012: Roland I feel you – Get well soon
- 2013: Danni Lowinski – Gutes tun
- 2013: SOKO Köln – In der Falle
- 2013: Funny Games (Kurzfilm)
- 2014: Heldt – Die Abrechnung
- 2014: Sein gutes Recht
- 2014–2015: SOKO Köln (15 Folgen als Hanna Bergmann)
- 2016: Wilsberg
- 2017: Kroymann
- 2017: Die Rosenheim-Cops – Ausgeritten
- 2017: Rewind – Die zweite Chance
- 2018: Parfum
- 2019: Patchwork Gangsta
- 2019: How to Sell Drugs Online (Fast) – Score Big or Don’t Score at All